# Siergiej Łukaszyn
Siergiej Łukjanowicz Łukaszyn, właśc. Sarkis Łusengenowicz Srapionian, (ros. Сергей Лукьянович Лукашин (Саркис Лусенгенович Срапионян), ur. 1 stycznia?/13 stycznia 1885 w Topi, zm. 11 grudnia 1937 w Tyflisie) – rosyjski i radziecki polityk ormiańskiego pochodzenia, I sekretarz KC Komunistycznej Partii (bolszewików) Armenii w latach 1921–1922, przewodniczący Rady Komisarzy Ludowych Armeńskiej SRR w latach 1922–1925.

## Życiorys
Ukończył ormiańskie seminarium duchowne w Rostowie nad Donem, następnie Wydział Prawa Uniwersytetu Petersburskiego, w 1905 wstąpił do SDPRR, za działalność wywrotową aresztowany. W latach 1909–1910 przebywał w Niemczech i Szwajcarii, 1916–1917 służył w rosyjskiej armii, po rewolucji lutowej wybrany przewodniczącym Komitetu Wojskowego oraz do Dumy Miejskiej Piotrogrodu. 
W październiku 1917 wstąpił do Czerwonej Gwardii, następnie do Armii Czerwonej, od kwietnia 1918 przewodniczący Narady Ekonomicznej Dońskiej Republiki Radzieckiej i Komisarz Sprawiedliwości tej republiki. Członek Dońskiego Biura RKP(b), przewodniczący Frontowej Wojskowej Rady Rewolucyjnej, przewodniczący śledczego pododdziału Wydziału ds. Walki z Kontrrewolucją Czeki przy Rosyjskiej FSRR, członek Kolegium Kontrolnego Czeka przy Radzie Komisarzy Ludowych RFSRR. 1920 kierownik wydziału gospodarki komunalnej, rolnej i finansowego w Rostowie, 1920–1921 kierownik Dońskiej Obwodowej Inspekcji Robotniczo-Chłopskiej, od 2 marca do 24 kwietnia 1921 sekretarz wykonawczy Dońskiego Obwodowego Komitetu RKP(b), od 24 marca 1921 członek Rewolucyjnego Komitetu Armenii. Od 21 kwietnia 1921 do 29 kwietnia 1922 I sekretarz KC Komunistycznej Partii (bolszewików) Armenii, następnie do 24 czerwca 1925 przewodniczący rady Komisarzy Ludowych Armeńskiej SRR. Od kwietnia 1925 do stycznia 1928 zastępca przewodniczącego Zakaukaskiej FSRR, równocześnie członek Wojskowej Rady Rewolucyjnej ZSRR, 1925–1927 kandydat na członka KC WKP(b), 1927–1928 ludowy komisarz robotniczo-chłopskiej inspekcji ZFSRR. W latach 1930–1932 członek Prezydium Najwyższej Rady Gospodarczej ZSRR, członek Państwowej Komisji Planowania przy Radzie Pracy i Obrony ZSRR. W latach 1935–1937 ludowy komisarz materiałów budowlanych przemysłu ciężkiego ZSRR. 3 kwietnia 1936 odznaczony Orderem Czerwonego Sztandaru Pracy.
W czasie „wielkiej czystki”, w sierpniu 1937 aresztowany przez NKWD, następnie stracony.